# 헵타코실산
헵타코실산(영어: heptacosylic acid) 또는 헵타코산산(영어: heptacosanoic acid) 또는 카보세르산(영어: carboceric acid)은 화학식이 CH3(CH2)25COOH 인 27개의 탄소로 구성된 긴 사슬의 포화 지방산이다.